# Varenne (Œil)
Die Varenne ist ein kleiner Fluss in Frankreich, der im Département Allier in der Region Auvergne-Rhône-Alpes verläuft. Sie entspringt im südwestlichen Gemeindegebiet von Bizeneuille, entwässert generell  Richtung Nordost und mündet nach rund 16 Kilometern an der Gemeindegrenze von Sauvagny und Cosne-d’Allier als linker Nebenfluss in den Œil. Im Oberlauf quert die Varenne die Autobahn A71.
Die Varenne ändert in ihrem Lauf mehrmals ihren Namen: So heißt sie im Oberlauf Ruisseau de Petit Bord, im Mittellauf wird sie Ruisseau de Mauvaisinière genannt und erst im Unterlauf nimmt sie ihren definitiven Namen an.

## Orte am Fluss
(Reihenfolge in Fließrichtung)
- Grand Bord, Gemeinde Bizeneuille
- Bizeneuille
- Laspierre, Gemeinde Sauvagny
- Sauvagny
- Le Méry, Gemeinde Sauvagny